# Michael De Luca

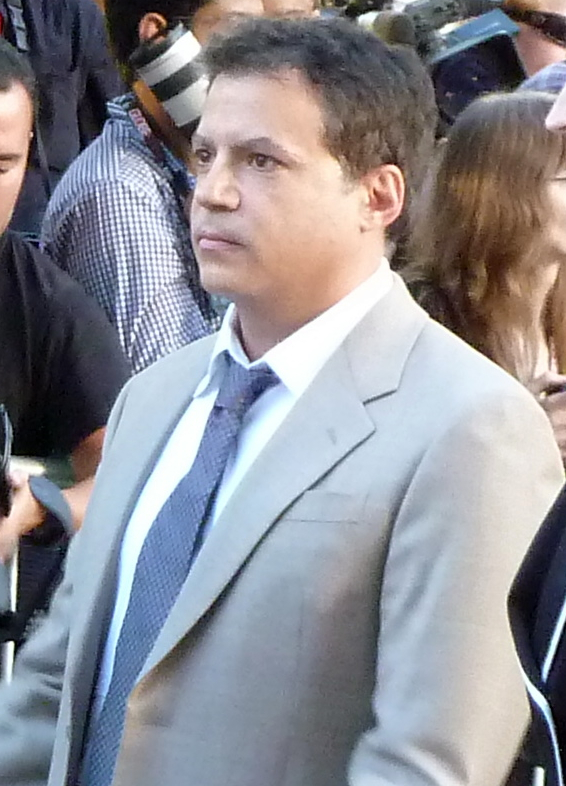
Michael De Luca

Michael „Mike“ De Luca (* 1965 in New York City) ist ein US-amerikanischer Filmproduzent und Drehbuchautor.

## Karriere
De Luca studierte Filmwissenschaften an der New York University. 1987 begann er seine Karriere als Drehbuchautor bei Der Rasenmähermann. Als Drehbuchautor war er weiterhin in den Jahren 1988/89 an der Fernsehserie Freddy's Nightmares beteiligt.
1994 verfasste De Luca das Drehbuch zu dem Horrorfilm Die Mächte des Wahnsinns, 1995 war an der Entwicklung der Geschichte zu Judge Dredd beteiligt. Seine bisher letzte Arbeit als Autor war ein Drehbuch für eine Episode der Fernsehserie Star Trek: Raumschiff Voyager aus dem Jahre 1996.
1991 produzierte De Luca erstmals mit Freddy’s Finale – Nightmare on Elm Street 6 einen Spielfilm für New Line Cinema. Dort übernahm er später den Posten des President of Production. 2003 wechselte De Luca in gleicher Position zu DreamWorks Pictures. Für sein Mitwirken an der Produktion von The Social Network wurde De Luca 2011 für den Oscar nominiert. Zudem gewann er 2010 für den Film einen Award des American Film Institute. Für Universal Pictures produzierte De Luca unter dem Banner seiner Produktionsfirma Michael De Luca Prods. den Horrorfilm Dracula Untold.
Ende 2013 wurde bekanntgegeben, dass De Luca ab Februar 2014 bei Columbia Pictures den Posten als President of Production einnimmt.
Gemeinsam mit Jennifer Todd produziert er die Oscarverleihung 2017 und 2018.
Am 3. Januar 2020 wurde bekannt gegeben, dass De Luca zum Vorsitzenden der MGM Motion Picture Group ernannt wurde. Im Juli 2022 wechselten er und Pamela Abdy zur Warner Bros. Pictures Group und übernahmen dort die Rollen von Co-Vorsitzenden und CEOs.

## Filmografie (Auswahl)
Als Executive Producer
- 1990: Leatherface: Texas Chainsaw Massacre III
- 1991: Freddy’s Finale – Nightmare on Elm Street 6 (Freddy’s Dead: The Final Nightmare)
- 1994: Die Maske (The Mask)
- 1995: Die Mächte des Wahnsinns (John Carpenter’s In the Mouth of Madness)
- 1996: Last Man Standing
- 1996: Tödliche Weihnachten (The Long Kiss Goodnight)
- 1997: Beverly Hills Beauties (B*A*P*S)
- 1997: One Night Stand
- 1997: Wag the Dog – Wenn der Schwanz mit dem Hund wedelt (Wag the Dog)
- 1998: Dark City
- 1998: Lost in Space
- 1998: Pleasantville – Zu schön, um wahr zu sein (Pleasantville)
- 1998: American History X
- 1999: Austin Powers – Spion in geheimer Missionarsstellung (Austin Powers: The Spy Who Shagged Me)
- 1999: Der Junggeselle (The Bachelor)
- 1999: Magnolia
- 2000: Lost Souls – Verlorene Seelen (Lost Souls)
- 2000: Thirteen Days
- 2001: Hedwig and the Angry Inch
- 2001: Blow
- 2001: Stadt, Land, Kuss (Town & Country)
- 2001: Rush Hour 2
- 2001: Knockaround Guys
- 2001: Das Haus am Meer (Life as a House)
- 2001: Ich bin Sam (I am Sam)
- 2002: Run Ronnie Run
- 2002: John Q – Verzweifelte Wut (John Q)
- 2002: Blade II
- 2002: Highway
- 2002: Wer tötete Victor Fox? (Unconditional Love)
- 2002: S1m0ne
- 2003: Extreme Rage
- 2006: The Way (Fernsehfilm)
- 2015: Childhood’s End (Fernsehserie, 3 Episoden)
- 2017: Embeds (Fernsehserie, 6 Episoden)
- 2018: Escape at Dannemora (Fernsehserie, 7 Episoden)
- 2020–2021: Der Babysitter-Club (The Baby-Sitters Club, Fernsehserie, 18 Episoden)
- 2021: American Rust (Fernsehserie, 9 Episoden)

Als Produzent
- 2005: Zathura – Ein Abenteuer im Weltraum (Zathura)
- 2007: Ghost Rider
- 2008: 21
- 2008: Der Love Guru (The Love Guru)
- 2009: Brothers
- 2010: The Social Network
- 2011: Bad Sitter (The Sitter)
- 2011: Priest
- 2011: Drive Angry
- 2011: Fright Night
- 2011: Alles in Butter (Butter)
- 2011: Die Kunst zu gewinnen – Moneyball (Moneyball)
- 2011: Bad Sitter (The Sitter)
- 2011: Ghost Rider: Spirit of Vengeance
- 2013: Captain Phillips
- 2014: Dracula Untold
- 2015: Fifty Shades of Grey
- 2016: Inferno
- 2017: Fifty Shades of Grey – Gefährliche Liebe (Fifty Shades Darker)
- 2017: Oscarverleihung 2017 (Fernsehsendung)
- 2018: Fifty Shades of Grey – Befreite Lust (Fifty Shades Freed)
- 2018: Oscarverleihung 2018 (Fernsehsendung)
- 2018: Under the Silver Lake
- 2018: The Sisters Brothers
- 2019: The Kitchen – Queens of Crime (The Kitchen)
- 2021: 12 Mighty Orphans
- 2021: Reminiscence – Die Erinnerung stirbt nie (Reminiscence)
- 2024: Ricky Stanicky
- 2024: The Fire Inside